# Pinabacdao
Pinabacdao est une municipalité de la province du Samar, aux Philippines.
Sa population est de 16 208 habitants au recensement de 2010 sur une superficie de 183 km2, subdivisée en 24 barangays.